# NK Ribar Končanica
NK Ribar je nogometni klub iz Končanice. U sezoni 2020./21. se natjecao u 1. ŽNL Bjelovarsko-bilogorska i osvojio 1. mjesto.

## Klupski uspjesi
- prvak treće županijske nogometne lige 2002./03.
- prvak druge županijske nogometne lige 2004./05.
- prvak prve županijske nogometne lige 2008./09.
- igranje u četvrtoj nogometnoj ligi u sezoni 2009./10., 2010./11.

Plasmani po sezonama:
- 2001./02. 3. ŽNL – 2.
- 2002./03. 3. ŽNL – 1.
- 2003./04. 2. ŽNL – 2.
- 2004./05. 2. ŽNL – 1.
- 2005./06. 1. ŽNL – 3.
- 2006./07. 1. ŽNL – 4.
- 2007./08. 1. ŽNL – 2.
- 2008./09. 1. ŽNL – 1.
- 2009./10. 4. HNL – 14.